# Sveti Marko (Brijuni)
Sveti Marko je nenaseljeni otočić na sjeverozapadnm rubu Brijunskog otočja, uz zapadnu obalu Istre. Najbliži otok je Gaz, oko 400 metara jugozapadno.
Površina otoka je 9.293 m2, duljina obalne crte 351 m, a visina 6 metara.